# 堀崎智恵美
堀崎 智恵美（ほりさき ちえみ、現姓：藤岡、1988年2月18日 - ）は、日本の元女子バレーボール選手、現指導者である。

## 来歴
長野県中野市出身。中野市立中野平中学校を卒業後、日本航空高等学校に進学した。高校時代は春高バレーなどで活躍した。
2006年にV・プレミアリーグのトヨタ車体クインシーズに入団した。在籍中はオポジット、リベロなどで活躍し、平成20年度皇后杯での優勝などに貢献した。
2012年4月に葛和伸元の退任に伴いチームを退団。翌年に教員免許取得のために龍谷大学に進学した。バレーボール部の選手兼学生コーチとして活動した後、2015年10月に葛和率いる仙台ベルフィーユからの誘いにより、同チームに入団した。2017年の大学卒業とともに仙台ベルフィーユを退団し現役引退。京都大学の職員として勤務しながら大学生の指導をしていた。
2022年1月、V.LEAGUE DIVISION2 WOMEN（V2女子）に所属するルートインホテルズ Brilliant Ariesにアシスタントコーチ兼ジュニアコーチとして加入した。その際、セッターとして選手登録され、現役復帰を果たしている。
2023年、アシスタントコーチを退任し、ジュニアチームの指導に専念。

## 人物
京都大学職員時代に結婚・出産したが、直後に悪性リンパ腫に罹患。入院生活を経験した。

## 所属チーム
- 中野市立中野平中学校
- 日本航空高等学校
- トヨタ車体クインシーズ（2006-2012年）
- 龍谷大学
- 仙台ベルフィーユ（2015-2017年）
- ルートインホテルズ Brilliant Aries（2022-2023年）